# Copa del Líbano
La Copa del Líbano es una competición de fútbol disputada anualmente en el Líbano. Se disputa desde 1938 y es organizada por la Federación Libanesa de Fútbol. El primer ganador del torneo fue el club Al Nahda FC, y el equipo con más títulos es el Al Ansar de Beirut con 16 títulos.

## Sistema de competición
Actualmente el torneo se disputa en varias rondas. La primera ronda la forman un grupo de 18 equipos, la segunda un grupo de 8 equipos y la tercera 16. Luego se disputan los cuartos de final, las semifinales y la final.

## Palmarés
| Temporada | Campeón           | Resultado        | Finalista                 |
| --------- | ----------------- | ---------------- | ------------------------- |
| 1938      | Al Nahda FC       | 3 - 2            | Helmi Sport               |
| 1939      | Helmi Sport       | 2 - 1            | Homenetmen Beirut         |
| 1940      | Helmi Sport       | 5 - 3            | Sikka Railways Beirut     |
| 1941      | Al Nahda FC       | 4 - 2            | Homenetmen Beirut         |
| 1943      | Homenetmen Beirut | 3 - 2            | Al Nahda FC               |
| 1945      | Al Nahda FC       | 3 - 2            | Racing Beirut             |
| 1947      | Al Nahda FC       | 2 - 1            | Abgramian                 |
| 1948      | Homenetmen Beirut | 1 - 0            | Racing Beirut             |
| 1951      | Al-Shabiba Mazraa | 4 - 2            | Al Nejmeh                 |
| 1952      | Al-Shabiba Mazraa | 8 - 1            | Homenetmen Beirut         |
| 1962      | Homenetmen Beirut | 4 - 2            | Al-Shabiba Mazraa         |
| 1964      | Safa Beirut       | 1 - 0            | Al Nejmeh                 |
| 1971      | Al Nejmeh         | 3 - 1            | Safa Beirut               |
| 1986      | Safa Beirut       | 1 - 0            | Al Ansar Beirut           |
| 1987      | Al Nejmeh         | 2 - 0            | Tadamon Beirut SC         |
| 1988      | Al-Ansar          | 1 - 0            | Shabab Al-Sahel           |
| 1989      | Al Nejmeh         | 4 - 0            | Tadamon SC                |
| 1990      | Al-Ansar          | 3 - 2            | Safa Beirut               |
| 1991      | Al-Ansar          | 2 - 1            | Safa Beirut               |
| 1992      | Al-Ansar          | 2 - 0            | Harakat Al-Shabab Tripoli |
| 1993      | Al Bourj Beirut   | 4 - 1            | Homenmen Beirut           |
| 1994      | Al-Ansar          | 4 - 2            | Homenmen Beirut           |
| 1995      | Al-Ansar          | 1 - 0            | Safa Beirut               |
| 1996      | Al-Ansar          | 4 - 2            | Al Nejmeh                 |
| 1997      | Al Nejmeh         | 2 - 0            | Al-Ansar                  |
| 1998      | Al Nejmeh         | 2 - 1            | Homenmen Beirut           |
| 1999      | Al-Ansar          | 2 - 1            | Homenmen Beirut           |
| 2000      | Shabab Al-Sahel   | 1 - 1 (5-4 pen.) | Safa Beirut               |
| 2000-01   | Tadamon SC        | 2 - 1            | Al-Ansar                  |
| 2001-02   | Al Ansar Beirut   | 2 - 0            | Al-Ahed                   |
| 2002-03   | Tripoli SC        | 3 - 2            | Al Nejmeh                 |
| 2003-04   | Al-Ahed           | 2 - 1            | Al Nejmeh                 |
| 2004-05   | Al-Ahed           | 2 - 1            | Tripoli SC                |
| 2005-06   | Al-Ansar          | 3 - 1            | Al-Hikma                  |
| 2006-07   | Al-Ansar          | 3 - 1            | Al-Ahed                   |
| 2007-08   | Al-Mabarrah       | 2 - 1            | Safa Beirut               |
| 2008-09   | Al-Ahed           | 2 - 1            | Shabab Al-Sahel           |
| 2009-10   | Al-Ansar          | 2 - 1            | Al-Mabarrah               |
| 2010-11   | Al-Ahed           | 3 - 0            | Safa Beirut               |
| 2011-12   | Al-Ansar          | 2 - 1            | Al Nejmeh                 |
| 2012-13   | Safa Beirut       | 2 - 1            | Shabab Al-Sahel           |
| 2013-14   | Salam Zgharta     | 1 - 0            | Tripoli SC                |
| 2014-15   | Tripoli SC        | 1 - 0            | Al Nejmeh                 |
| 2015-16   | Al Nejmeh         | 0 - 0 (5-4 pen.) | Al-Ahed                   |
| 2016-17   | Al-Ansar          | 1 - 0            | Safa Beirut               |
| 2017-18   | Al-Ahed           | 0 - 0 (4-1 pen.) | Al Nejmeh                 |
| 2018-19   | Al-Ahed           | 1 - 0            | Al-Ansar                  |
| 2020-21   | Al-Ansar          | 1 - 1 (3-1 pen.) | Al Nejmeh                 |
| 2021–22   | Al Nejmeh         | 2 - 1            | Al-Ansar                  |
| 2022–23   | Al Nejmeh         | 0 - 0 (4-3 pen.) | Al-Ahed                   |
| 2023–24   | Al-Ansar          | 2 - 1            | Al-Ahed                   |

## Títulos por club
| Club                  | Campeón | 2° | Años campeón                                                                                   |
| --------------------- | ------- | -- | ---------------------------------------------------------------------------------------------- |
| Al Ansar              | 16      | 5  | 1988, 1990, 1991, 1992, 1994, 1995, 1996, 1999, 2002, 2006, 2007, 2010, 2012, 2017, 2021, 2024 |
| Al Nejmeh             | 8       | 9  | 1971, 1987, 1989, 1997, 1998, 2016, 2022, 2023                                                 |
| Al Ahed               | 6       | 5  | 2004, 2005, 2009, 2011, 2018, 2019                                                             |
| Al Nahda FC           | 4       | 1  | 1938, 1941, 1945, 1947                                                                         |
| Safa Beirut           | 3       | 8  | 1964, 1986, 2013                                                                               |
| Homenetmen Beirut     | 3       | 4  | 1943, 1948, 1962                                                                               |
| Tripoli SC            | 2       | 2  | 2003, 2015                                                                                     |
| Helmi Sport           | 2       | 1  | 1939, 1940                                                                                     |
| Shabiba Al-Mazra      | 2       | 1  | 1951, 1952                                                                                     |
| Salam Zgharta         | 2       | -  | 1987, 2014                                                                                     |
| Shabab Al-Sahel       | 1       | 3  | 2000                                                                                           |
| Tadamon SC            | 1       | 1  | 2001                                                                                           |
| Al-Mabarrah           | 1       | 1  | 2008                                                                                           |
| Al Bourj Beirut       | 1       | -  | 1993                                                                                           |
| Homenmen Beirut       | -       | 4  | -----                                                                                          |
| Racing Beirut         | -       | 2  | -----                                                                                          |
| Abgramian FC          | -       | 1  | -----                                                                                          |
| Harakat Al-Shabab     | -       | 1  | -----                                                                                          |
| Hekmeh FC             | -       | 1  | -----                                                                                          |
| Sikka Railways Beirut | -       | 1  | -----                                                                                          |
| Tadamon Beirut SC     | -       | 1  | -----                                                                                          |